# Cirrhilabrus scottorum
Cirrhilabrus scottorum es una especie de peces de la familia Labridae en el orden de los Perciformes.

## Morfología
Los machos pueden llegar alcanzar los 13 cm de longitud total.

## Distribución geográfica
Se encuentra desde la Gran Barrera de Coral hasta Pitcairn.